# Trần Quang Hải
Dans ce nom vietnamien, le nom de famille, Trần, précède le nom personnel.
Pour les articles homonymes, voir Tran (homonyme).
Trần Quang Hải, né le 13 mai 1944 à Linh Dong Xa au Viêt Nam et mort le 28 décembre 2021 à Limeil-Brévannes,  est un musicien et un ingénieur de recherche en ethnomusicologie, dont les domaines d’intérêt sont la musique vietnamienne, la musique asiatique, et le chant diphonique sibérien.

## Biographie
Trần Quang Hải est issu d’une famille de musiciens traditionnels depuis cinq générations. Il est le fils de l'ethnomusicologue Trâǹ Văn Khê.
Il a été ingénieur de recherche au Centre de recherche en ethnomusicologie (CNRS) de 1968 à 2009 et a pris sa retraite en mai 2009.
Trần Quang Hải a rendu son dernier souffle à 24h00 le 28 décembre 2021 en France. Le représentant de la famille a déclaré qu'il était décédé après avoir été traité pour un cancer du sang. Trần Quang Hải avait découvert sa maladie en 2017. En 2019, la maladie s'étant aggravée, il a dû se rendre aux urgences. À ce moment-là, le médecin lui a diagnostiqué une pneumonie, une insuffisance rénale et un diabète.

## Travaux
Membre de nombreuses sociétés scientifiques dans le domaine de l'ethnomusicologie (Société d'ethnomusicologie aux États-Unis depuis 1969, Conseil international de musique traditionnelle – ICTM depuis 1971 et membre du bureau exécutif depuis 2005, Société française d'ethnomusicologie comme membre fondateur depuis 1985, Société internationale de guimbardes comme membre fondateur depuis 2000), etc.
Il a publié 23 disques sur la musique traditionnelle du Vietnam (grand prix du disque de l'Académie Charles-Cros en 1983), 4 DVD sur le chant diphonique (2004, 2005, et 2006), 2 DVD sur la musique du Vietnam (2000, 2009), un film sur sa vie (2005), des articles dans le New Grove Dictionary of Music and Musicians (1re édition en 1980 et 2e édition en 2001), New Grove Dictionary of Musical Instruments (1984), et quelques centaines d’articles sur les musiques du monde et le chant diphonique.

## Distinctions
Trần Quang Hải a reçu le cristal du CNRS (1995), et la médaille d'honneur du Travail, catégorie Grand or (2009).

## Décoration
- Chevalier de la Légion d'honneur (2002)